# Província de Ràzgrad
La província de Ràzgrad (en búlgar: Област Разград) és una província del nord-est de Bulgària. La provincial forma part geogràficament de la regió de Ludogorie.

## Ciutats
La ciutat principal és Ràzgrad, i altres ciutats importants són Kubrat, Isperih, Loznitsa, Zavet i Tsar Kaloian.

## Població
La població de la provincial de Razgrad és ètnicament mixta, sense un grup ètnic que constitueixi la majoria absoluta, segons el cens del 2001.
La població és de 152.417 i el principal grup ètnic són els turcs (71.963), búlgars (67.069) i gitanos (8.733).